# Санкт-Петербургская агломерация
Санкт-Петербу́ргская агломера́ция — моноцентрическая городская агломерация, сформировавшаяся вокруг Санкт-Петербурга. К ней относят всю территорию города федерального значения Санкт-Петербурга и часть территории Ленинградской области. Агломерация простирается примерно на 50 км от центра Санкт-Петербурга.
Численность населения Санкт-Петербургской агломерации составляет примерно 6,2 млн человек урбанизированного населения (в том числе г. Санкт-Петербург, Всеволожский, большая часть Гатчинского, большая часть Ломоносовского, часть Кировского, часть Тосненского муниципальных районов Ленинградской области) и 6,45 млн субурбанизированного-тяготеющего, а оставшиеся части вышеперечисленных муниципальных районов Ленинградской области, и в том числе Сосновоборский городской округ, площадь которых примерно 12,6 тысяч км².
Является второй по величине российской агломерацией после Московской.
Транспортные связи внутри агломерации обеспечиваются главным образом пригородными электропоездами, автобусами и коммерческим маршрутным автотранспортом.
Агломерация продолжает активно развиваться, значительным стимулом к этому послужило строительство Кольцевой автомобильной дороги. В 2006 году заложен первый камень в основание нового города Кудрово. Дальнейшее развитие будет происходить согласно федеральному правительственному плану создания опорных городов.

## Структура агломерации
В Санкт-Петербургской агломерации можно условно выделить следующие составные части:

### Ядро агломерации
Зона сплошной жилой застройки Санкт-Петербурга, 13 из 18 его районов. Это Адмиралтейский, Василеостровский, Выборгский (без Левашово и Парголово), Калининский, Кировский, Красногвардейский, Красносельский (без Горелово и Красного Села), Московский (без Авиагородка и Пулково), Невский, Петроградский, Приморский (без Лахты-Ольгино и Лисьего Носа), Фрунзенский, Центральный районы.
Население — примерно 5 миллионов человек.

### Первый пояс поселений-спутников
Берёт начало от 5 пригородных районов Петербурга (Колпинский, Кронштадтский, Курортный, Петродворцовый, Пушкинский) и частей других его районов, не относящихся к сплошной застройке. Также к нему относятся территории Ленинградской области, граничащие с Петербургом. Во Всеволожском районе это Мурино, Кудрово, Сертолово, Всеволожск и другие населенные пункты. Также это запад Кировского района (в том числе Кировск, Шлиссельбург, Мга), северо-запад Тосненского района (в том числе Тосно, Никольское, Тельмана), юго-запад Гатчинского (Гатчина, Коммунар и др.), восток Ломоносовского района.
Население — 1 миллион человек.

### Второй пояс поселений-спутников
Второй пояс полностью относится к Ленинградской области. Это почти вся территория Всеволожского и Гатчинского районов, юг Выборгского, центр Тосненского, центр Кировского, южный берег Финского залива до Соснового Бора включительно.
Население — 0,5 миллиона человек.

## См.также
- Метрополитенский ареал